# Maxi Jazz
Maxwell Fraser (Londres, 14 de junio de 1957-Ibidem., 23 de diciembre de 2022) más conocido por su nombre artístico Maxi Jazz, fue un músico, rapero, cantautor y DJ británico.

## Biografía
Es más conocido como el vocalista principal de la banda británica Faithless. Han sido sus éxitos dance: "Insomnia", "God is a DJ", "We Come 1", entre otros. 
También colaboró con el proyecto "1 Giant Leap" como invitado en la canción My Culture con el músico británico Robbie Williams. La canción logró alcanzar el número 9 en el Reino Unido y figurar entre los 40 primeros en Australia, Italia, los Países Bajos y Nueva Zelanda.

## Automovilismo

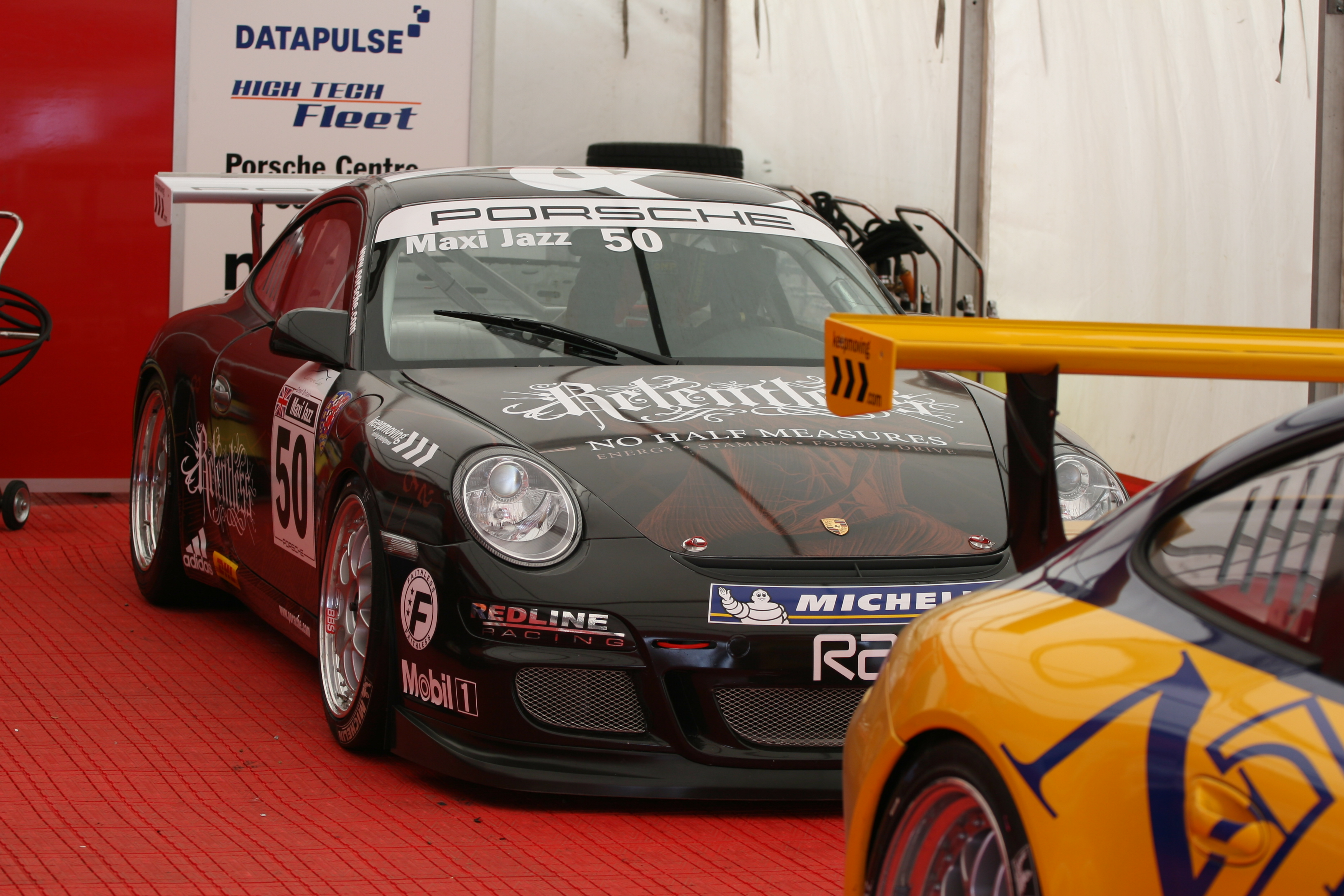
Porsche 997 GT3 Cup manejado por Jazz en 2007.

En el 2000, Jazz fundó Maxi Jazz Racing cuando le pidió a Rae Claydon que lo inscribiera en el Campeonato Ford Fiesta de ese año, pero solo podía competir ocasionalmente debido a sus obligaciones musicales.
El 9 de diciembre de 2001, Maxi Jazz estuvo involucrado en un grave accidente automovilístico, lo que provocó que se pospusieran varias de las fechas de la gira británica de Faithless. En 2005, manejó un Ginetta G20 en el Ginetta GT5 Challenge, y en 2006 y 2007 corrió en la Copa Porsche Carrera del Reino Unido al volante de un Porsche 997 GT3 Cup.
La notable colección de autos de Jazz se presentó en el programa de automovilismo Vroom Vroom de Sky One. Era dueño de un Subaru Impreza P1, un Ford Escort Mk2 RS2000, un Ford Fiesta Zetec S, un Ford Sierra Cosworth y un Marcos LM500 R. También era dueño de un Nissan 350Z, al que se hace referencia en la canción de Faithless de 2010 «Flyin' Hi».